# Sid Ali Boudina
Sid Ali Boudina, né le 7 mai 1990, est un rameur d'aviron algérien.

## Carrière
Sid Ali Boudina est médaillé de bronze en skiff et médaillé d'argent en quatre de couple poids légers aux Championnats d'Afrique d'aviron 2012 à Alexandrie. Il remporte la médaille d'argent en skiff et la médaille d'or en quatre de couple poids légers aux Championnats d'Afrique d'aviron 2013 à Tunis. Il est médaillé d'or en skiff poids légers ainsi qu'en quatre de couple poids légers aux Championnats d'Afrique d'aviron 2014 à Tipaza. Aux Championnats d'Afrique d'aviron 2015 à Tunis, il est double médaillé d'argent, en skiff et en skiff poids légers.
Il est éliminé en séries de qualification du skiff masculin aux Jeux olympiques d'été de 2016 à Rio de Janeiro.
Il obtient la médaille d'or en deux de couple poids légers aux Championnats d'Afrique d'aviron 2017 à Tunis. Aux Jeux africains de 2019, il est médaillé d'or en skiff poids légers et médaillé d'argent en skiff sprint poids légers.
Il est médaillé d’or et recordman d’Afrique lors des championnats d’Afrique en salle 2020 
Il remporte la médaille d’argent au Championnat du monde virtuel d’aviron en salle 2022
Il obtient la médaille d'or en skiff poids légers ainsi qu'en deux de couple poids légers avec Chems-Eddine Boudjema aux Championnats d'Afrique d'aviron 2022 à El-Alamein.
Aux Championnats d'Afrique d'aviron 2023 à Tunis, il est médaillé d'or en skiff poids légers et médaillé de bronze en skiff.

## Palmarès
| Année | Compétition                             | Lieu           | Résultat        | Catégorie                     |
| ----- | --------------------------------------- | -------------- | --------------- | ----------------------------- |
| 2012  | Championnats d'Afrique d'aviron         | Alexandrie     | 3e              | Skiff poids légers            |
| 2012  | Championnats d'Afrique d'aviron         | Alexandrie     | 2e              | Quatre de couple poids légers |
| 2013  | Championnats d'Afrique d'aviron         | Tunis          | 2e              | Skiff poids légers            |
| 2013  | Championnats d'Afrique d'aviron         | Tunis          | 1er             | Quatre de couple poids légers |
| 2014  | Championnats d'Afrique d'aviron         | Tipaza         | 1er             | Skiff poids légers            |
| 2014  | Championnats d'Afrique d'aviron         | Tipaza         | 1er             | Quatre de couple poids légers |
| 2015  | Championnats d'Afrique d'aviron         | Tunis          | 2e              | Skiff                         |
| 2015  | Championnats d'Afrique d'aviron         | Tunis          | 2e              | Skiff poids légers            |
| 2016  | Jeux olympiques                         | Rio de Janeiro | Quart de finale | Skiff                         |
| 2017  | Championnats d'Afrique d'aviron         | Tunis          | 1er             | Deux de couple poids légers   |
| 2019  | Jeux africains                          | Salé           | 1er             | skiff poids légers            |
| 2019  | Jeux africains                          | Salé           | 2e              | skiff sprint poids légers     |
| 2020  | Jeux olympiques                         | Tokyo          | Quart de finale | Deux de couple poids légers   |
| 2020  | Championnat d'Afrique d'Aviron en salle | Tunis          | 1er             | LM (2000m) 2000 meter         |
| 2021  | Championnats du monde d'aviron en salle |                | 3e              | LM (2000m) 2000 meter         |
| 2022  | Championnats du monde d'aviron en salle |                | 2e              | LM (2000m) 2000 meter         |
| 2022  | Championnats d'Afrique d'aviron         | El-Alamein     | 1er             | Skiff poids légers            |
| 2022  | Championnats d'Afrique d'aviron         | El-Alamein     | 1er             | Deux de couple poids légers   |
| 2023  | Championnats d'Afrique d'aviron         | Tunis          | 1er             | Skiff poids légers            |
| 2023  | Championnats d'Afrique d'aviron         | Tunis          | 3e              | Skiff                         |